# Кинели (Савона)
Кинели је насеље у Италији у округу Савона, региону Лигурија.
Према процени из 2011. у насељу је живело 44 становника. Насеље се налази на надморској висини од 345 м.